# Rotterdamse Reddingsbrigade

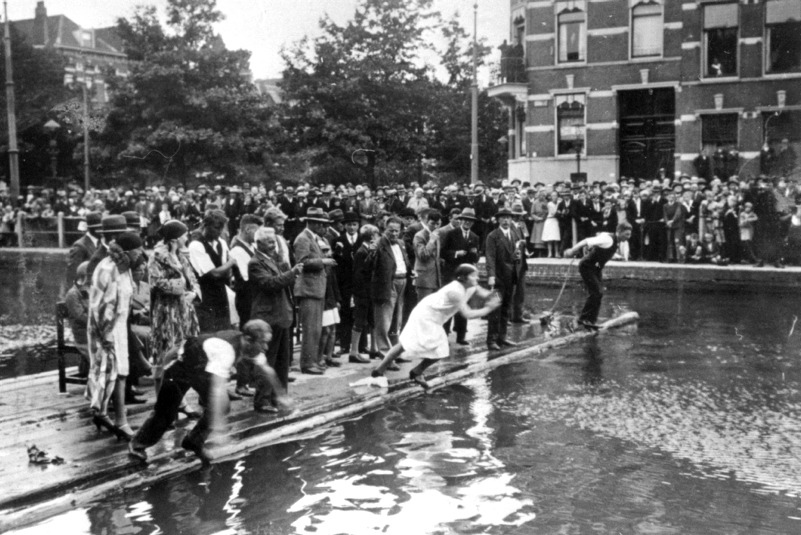
Demonstratie reddend zwemmen door de Rotterdamse ReddingsBrigade in de Rotterdamse Schie (1931)

De Rotterdamse Reddingsbrigade (RRB) (officieel: Rotterdamse Vrijwillige Brigade tot het Redden van Drenkelingen) is een reddingsbrigade in de Nederlandse gemeente Rotterdam. Ze is aangesloten bij Reddingsbrigade Nederland, Het Oranje Kruis, ENVOZ en Goed Bestuur.

## Geschiedenis

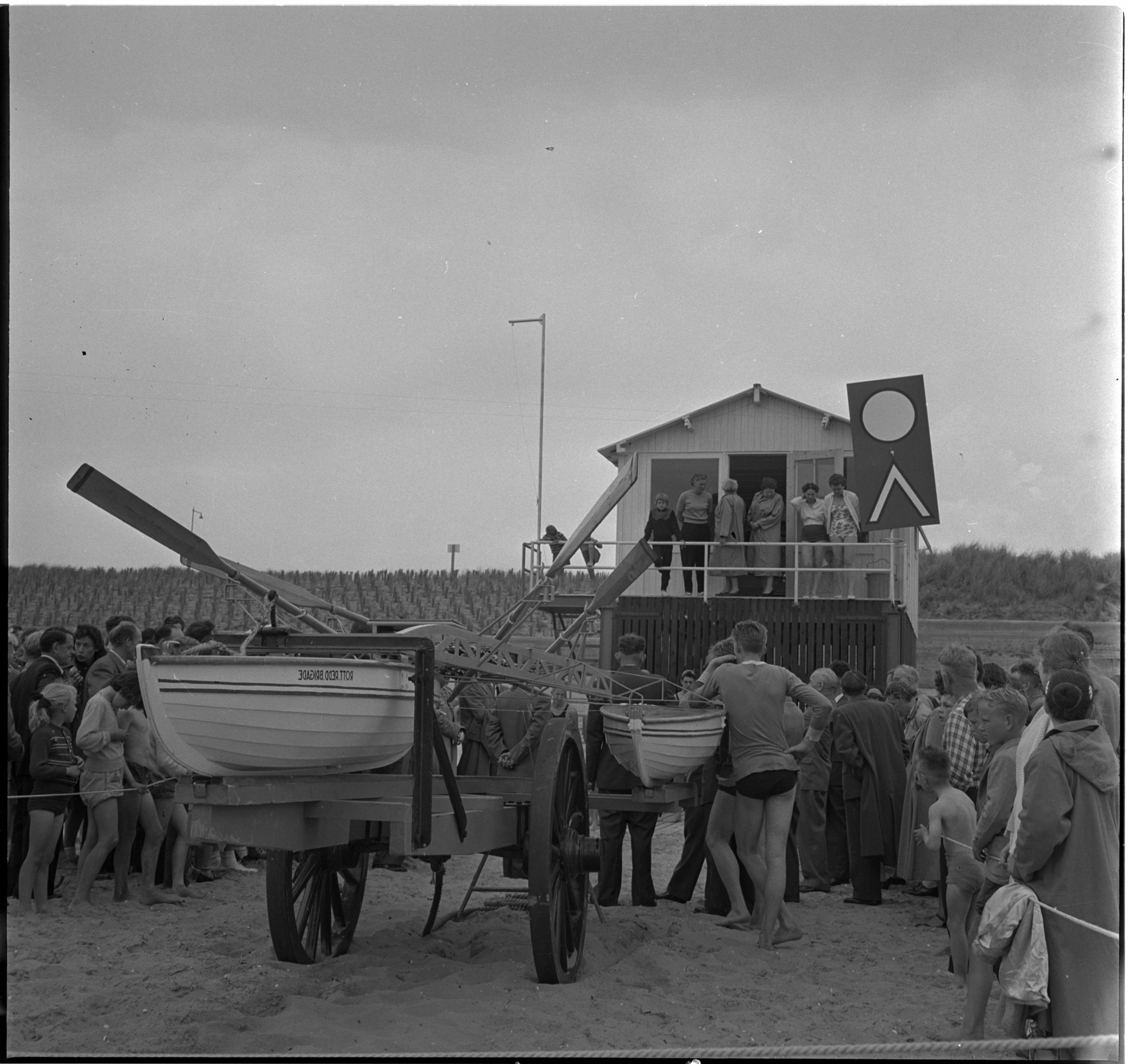
De nieuwe flotteur, een roeitrimaran, wordt in 1957 getoond op het strand Hoek van Holland

De organisatie werd op 1 november 1925 opgericht als de Rotterdamse Vrijwillige Brigade tot het Redden van Drenkelingen. Een jaar na de oprichting telde deze 1077 leden en 21 donateurs.
In de winter 1925-1926 werd in de "Overdekte" aan de Tuiderstraat een clubavond ingesteld, waar direct intensief geoefend werd. Het resultaat was dat op 21 maart 1925 vijftien leden het diploma A van de Nederlandsche Bond tot het Redden van Drenkelingen (N.B.R.D., tegenwoordig Reddingsbrigade Nederland) behaalden en op 18 juli 1926 twintig leden slaagden voor het diploma A en zeven voor het diploma B van de N.B.R.D.
In 1926 werd door de brigade een strandwacht in Hoek van Holland opgericht.
Voordat de RRB een jaar oud was, waren door haar leden al tien personen van de verdrinkingsdood gered. Voor een van de reddingsacties werd het betrokken RRB-lid beloond met de Erepenning in brons voor menslievend hulpbetoon, verleend door koningin Wilhelmina.
In 1941 vond er een fusie plaats tussen de Rotterdamse Reddingsbrigade en de Rotterdamse afdeling van de Nederlandse Centrale Reddingsbrigade en de Hillegersbergse en Schiebroekse Vrijwillige Brigade tot het Redden van Drenkelingen.
In 1973 kwam aan de aanwezigheid in Hoek van Holland een einde. Toen het stand werd verbreed, koos de gemeente Rotterdam er voor om de beveiliging zelf te organiseren met betaalde strandwachten. De vrijwilligers van de R.R.B. kregen een nieuwe locatie op de Maasvlakte. Begin jaren tachtig moest de gemeente echter bezuinigen en de betaalde strandwachten zouden worden vervangen door de RRB. De reddingsbrigade was niet enthousiast over dit voornemen en stelde als voorwaarde dat de strandwachten elders werk zouden krijgen.